# Mezcal Head
Mezcal Head es el segundo álbum de estudio de la banda británica de rock alternativo Swervedriver, lanzado en 1993. El disco vio la luz dos años después de su primer disco, titulado Raise. El álbum fue aclamado por la crítica, convirtiéndose en una de las más exitosas producciones de la banda hasta la fecha.

## Lista de canciones
1. "For Seeking Heat"
2. "Duel"
3. "Blowin' Cool"
4. "MM Abduction"
5. "Last Train to Satansville"
6. "Harry & Maggie"
7. "A Change Is Gonna Come"
8. "Girl on a Motorbike"
9. "Duress"
10. "You Find It Everywhere"